# محمد نراقی
حاج محمد عمدةالتجار نراقی (درگذشته آبان ۱۳۱۴ خورشیدی) از تجار و مالکان همدان و مدت کوتاهی نماینده این شهرستان در مجلس شورای ملی بود.

## زندگی
حاج محمد پسر حاج محمدرضا رئیس‌التجار از خانواده سرشناس و بانفوذ نراقی همدان بود. نیای بزرگ این خاندان، حاج ابوالقاسم معروف به دفتری فرزند علی بابا در زمان پادشاهی محمد شاه قاجار در سال ۱۲۳۰ خورشیدی همراه با برادرانش حسن، استاد آقاجان، حاج محمدرضا و آقا شیر محمد و تنها خواهرش و همچنین چندین نفر از خویشاوندان و خاندان علی بابا نراقی از نراق به همدان کوچید. این خانواده‌ها و فرزندان و نوادگانشان در همدان به تجارت پرداختند و به ثروت و نفوذ رسیدند. املاک و روستاهایی را نیز صاحب شدند. خانواده‌های رضائی، دفتری، نراقی، رئوفی، قدیری، معینی، رضوانی، نجارزاده، بِهمَرام و زاهدی در همدان از همین نسلند.
در زمانی که رضاشاه با نام رضا خان میرپنج فرمانده آتریاد قزاق همدان بود. با محمد نراقی و پدرش محمدرضا نراقی ارتباط دوستانه داشت و بارها از حاج محمد نراقی پول قرض کرد. در دوران پادشاهی رضا شاه، محمد نراقی در سال ۱۳۱۴ به نمایندگی همدان در مجلس شورای ملی رسید (دوره دهم) اما عمر نمایندگی‌اش به پنج ماه نکشید.
حاج محتشم‌السلطنه اسفندیاری رئیس مجلس شورای ملی هنگام اعلام خبر درگذشت حاج محمد نراقی در مجلس او را «یکی از تجار مبرز ایران» و «در حوزه تجارت کاملاً برجسته» و «شخصی منورالفکر و صحیح‌العمل» توصیف کرد و گفت: 

«همیشه در صدد این بود که امور تجارت خود را به طور صحت و با اصول و قواعد جاریه اجرا کند و به‌علاوه معلومات اقتصادی شنیدم که از معلومات فقهی و خط و انشاء هم بهره‌ور بود و شخصی مسلمان و متدین و صاحب اخلاق نیک و در پی کمک و همراهی با ضعفا و فقرا بود و برای نیت نیک او عملی که در همدان از ساختن مریض‌خانه و همچنین مسجد به‌عمل آورده است معلوم است که هم عقیده به دیانت خود داشته و هم‌نظر به رعایت ضعفاء می‌کرده است». 

صادق پسر حاج محمد نراقی در دوره‌های هجدهم و نوزدهم مجلس شورای ملی نماینده همدان شد.

## خانه نراقی
خانه محمد نراقی در همدان، معروف به خانه نراقی که در اواخر دوره قاجار یا اوائل دوره پهلوی ساخته شده و در خیابان عباس‌آباد، کوچه کبابیان، بن‌بست خوانساری واقع است در تاریخ ۷ مهر ۱۳۸۱ با شمارهٔ ثبت ۶۱۴۱ به‌عنوان یکی از آثار ملی ایران به ثبت رسید. اما مالک آن با شکایت به دیوان عدالت اداری، این بنا را از ثبت ملی خارج کرد، بی آنکه نسبت به مرمت آن اقدامی کند.